# Sietas Typ 105
Der Typ 105 ist ein Mehrzweckfrachtschiffstyp der Sietas-Werft in Hamburg-Neuenfelde. Von 1979 bis 1983 entstanden vier Einheiten dieser Baureihe, davon zwei in der Version des Untertyps 105a. 

## Geschichte
Die beiden ersten Schiffe der Baureihe bestellte die in Kollmar ansässige Korrespondentreederei Hermann Wulff. Die Eigner der Schiffe waren zwei zur Unternehmensgruppe gehörende Partenreedereien. Die Kiellegung des Typschiffs fand am 21. Mai 1979 statt. Es schwamm am 12. Juni als Lady Bos im Dock auf und wurde am 17. Juli 1979 von der Werft abgeliefert. Die Ablieferung der baugleichen Figaros erfolgte am 9. Mai 1980. Beide Schiffe kamen für die Reederei Aros-Lines in Fahrt, die zur schwedischen Sten Siöwall AB gehörte.
Anfang der 1980er Jahre gaben die Wischhafener Reeder John Lührs und Reimer Wolter jeweils ein weiteres Typ-105-Schiff in Auftrag. Die zwei Neubauten unterschieden sich in einigen Details von den beiden anderen Einheiten und bekamen die Typenbezeichnung 105a. Das erste Schiff des Untertyps 105a lief am 4. April 1983 als Saturnus vom Stapel und wurde am 11. Mai 1983 mit dem Charternamen Craigavad abgeliefert. Die Ablieferung des auf den Namen Neptunus getauften Schwesterschiffs erfolgte am 16. Juni 1983 mit dem Namen Craigantlet. Zunächst kamen beide Einheiten als Container-Feederschiffe für die britische Reederei Coastal Container Services Limited auf Liniendiensten in der Irischen See zum Einsatz, unter anderem zwischen Liverpool-Garston und Belfast.
Am 21. September 2004 geriet die Fagervik (ehemals Figaros) etwa 15 Seemeilen nördlich von Ameland in Seenot, nachdem ihre Holzladung an Deck in schwerer See verrutscht war. Die sieben Besatzungsmitglieder gaben das Schiff auf und wurden per Hubschrauber geborgen. Die mit einer Krängung von 45 Grad treibende Fagervik wurde vom niederländischen Schlepper Hunter (IMO 7224899) an den Haken genommen und nach Eemshaven geschleppt.
Die beiden Schiffe des Grundtyps 105 werden seit 2017 als Taxiarchis (ehemals Lady Bos) beziehungsweise seit 2018 als Paros (ehemals Figaros) von zwei griechischen Reedereien als Minibulker genutzt. Man rüstete sie hierzu mit jeweils einem verfahrbaren Bagger aus. Die Saturnus traf am 21. April 2012 als Soul Sound zum Abbruch beim Unternehmen Van Heyghen Recycling in Gent ein. Ihre Verschrottung wurde im Juli 2012 abgeschlossen. Die ehemalige Neptunus ging nach mehreren Eignerwechseln im Jahr 2013 an die rumänische Reederei Karazi Shipping, die sie zum Viehtransporter Karazi umbauen ließ.

## Technik

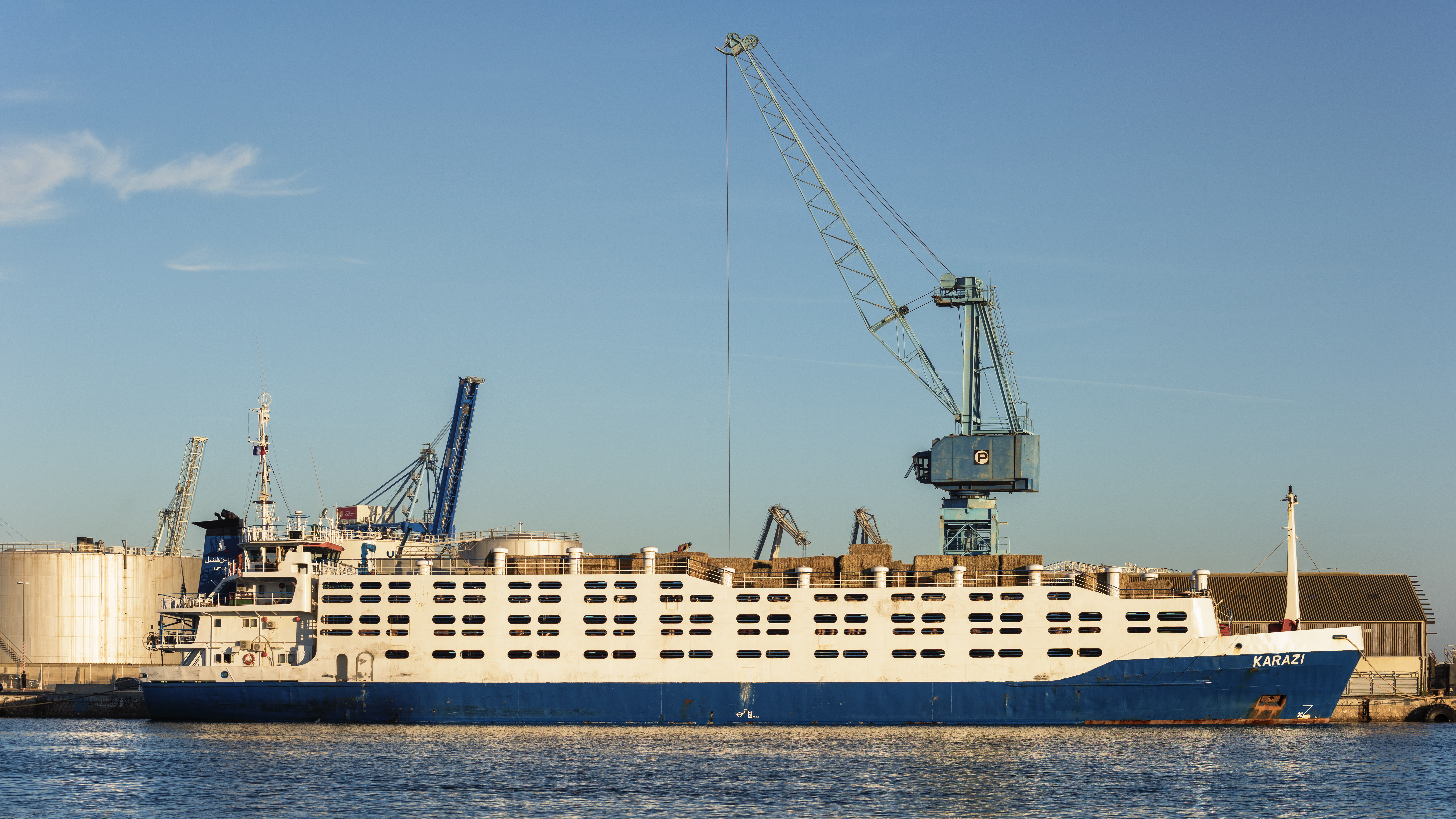
Der Viehtransporter Karazi, ehemals Neptunus

Die Schiffe der Baureihe entstanden in Sektionsbauweise. Der Grundtyp 105 hat eine Gesamtlänge von 80,32 m (73,37 m Lpp, 76,86 m Freibordlänge) und eine Breite von 13,83 m. Seine Höhe vom Kiel bis zum Oberdeck beträgt 8,15 m. Der 6,57 m hohe kastenförmige Laderaum besitzt einen Rauminhalt von 3.715 m³ (3.681 m³ Ballenraum) und ist mit verstärkten Faltlukendeckeln ausgerüstet. Die Luke des Laderaums ist 50,60 m lang und 11,18 m breit. Der Grundtyp 105 kann bis zu 136 20-Fuß-Standardcontainer (TEU) stauen, davon 80 TEU in zwei Lagen an Deck. Die zwei Einheiten des Untertyps 105a haben einen anders geformten Bug mit steil auslaufendem Steven und eine auf 77,96 m verkürzte Gesamtlänge (73,39 m Lpp, 75,68 m Freibordlänge). Sie besitzen einen klappbaren Brückenmast, um auch kleinere Containerbrücken anlaufen zu können. Ihre Containerkapazität liegt bei 132 TEU.
Die zwei Schiffe des Grundtyps sind bei Ablieferung mit 499 BRT und rund 1.900 dwt vermessen worden, die zwei des Untertyps 105a mit 499 BRT und rund 1.880 dwt. Im Jahr 1994 erfolgte eine Neuvermessung der Lady Bos mit 2.041 BRZ, der Figaros mit 2.050 BRZ und der beiden Schiffe des Untertyps 105a mit jeweils 2.046 BRZ. In den 2000er Jahren wurden die Schiffe des Grundtyps mit einer Tragfähigkeit von 3.254 dwt registriert. Ihr maximaler Tiefgang erhöhte sich dabei von 5,04 m auf 6,55 m.
Der Grundtyp 105 wird von einem 1.100 kW (1.496 PS) leistenden Sechszylinder-Viertakt-Dieselmotor des Typs MaK 6MU 452AK angetrieben, der auf einen Festpropeller wirkt. Die beiden Einheiten des Untertyps 105a erhielten einen Neunzylinder-Viertakt-Dieselmotor des Typ Deutz SBV 9M 628 mit 735 kW (999 PS) Leistung. Für An- und Ablegemanöver verfügen die Schiffe über ein elektrisch angetriebenes Bugstrahlruder mit einer Leistung von 147 kW (Typ 105) beziehungsweise 184 kW (Typ 105a). Zur Stromerzeugung befinden sich zwei Dieselgeneratoren an Bord.

## Die Schiffe
| Sietas Typ 105 | Sietas Typ 105 | Sietas Typ 105 | Sietas Typ 105 | Sietas Typ 105                    | Sietas Typ 105           | Sietas Typ 105 |
| Bauname        | Typ            | Bau- nummer    | IMO- Nummer    | Kiellegung Stapellauf Ablieferung | Auftraggeber             | Umbenennungen und Verbleib |
| -------------- | -------------- | -------------- | -------------- | --------------------------------- | ------------------------ | --- |
| Lady Bos       | 105            | 836            | 7711907        | 21.05.1979 12.06.1979 17.07.1979  | Hermann Wulff, Kollmar   | 2002 Norrvik → 08/2017 Taxiarchis → 01/2022 Taxiarchis Michail → 11/2022 Taxiarchis M, so 2024 in Fahrt |
| Figaros        | 105            | 891            | 7928768        | 29.02.1980 09.04.1980 09.05.1980  | Hermann Wulff, Kollmar   | 1989 Unamar → 1992 Figaros → 2002 Fagervik → 2008 Samanyolu → 2013 Aysegul Ak → 6/2018 Askale → 11/2018 Paros → 10/2021 Cay Trader II, so 2024 in Fahrt                                                           |
| Saturnus       | 105a           | 924            | 8215792        | 02.03.1983 04.04.1983 11.05.1983  | John Lührs, Wischhafen   | abgeliefert als Craigavad → 1988 Saturnus → 1992 Christopher Caribe → 1993 Kirsten → 1998 Coastal Sound → 2004 Soul Sound, am 21. April 2012 zum Abbruch in Gent eingetroffen und dort bis Juli 2012 verschrottet |
| Neptunus       | 105a           | 926            | 8215807        | 17.03.1983 18.04.1983 16.06.1983  | Reimer Wolter Wischhafen | abgeliefert als Craigantlet → 1988 Neptunus → 1995 Pellworm → 1998 Coastal Wave → 2004 Huelin Endeavour → 7/2013 Jaohar Discovery → 9/2013 Umbau zum Viehtransporter Karazi, so 2024 in Fahrt                     |